# Pyraglossa grossa
Pyraglossa grossa är en skalbaggsart som beskrevs av Max Bernhauer 1901. Pyraglossa grossa ingår i släktet Pyraglossa och familjen kortvingar. Inga underarter finns listade i Catalogue of Life.